# Lo spettacolo della vita
Lo spettacolo della vita (Morality Play) è un romanzo di Barry Unsworth del 1995.

## Trama
Il libro è ambientato nell'Inghilterra medievale della fine del XIV secolo e gli eventi descritti nel libro si svolgono in un villaggio senza nome nel nord dell'Inghilterra (a nord del fiume Humber). Un sacerdote in fuga dalla sua diocesi si unisce a un gruppo di attori itineranti. Questi ultimi sono in viaggio verso il castello del loro signore, dove sono attesi per recitare a Natale, ma, a corto di soldi, decidono di mettere in scena il loro spettacolo in un villaggio che trovano sul loro percorso. Quando un morality play del loro repertorio abituale non incassa abbastanza soldi, Martin, il capo del gruppo li convince a mettere in scena "il dramma di Thomas Wells", un dramma basato sulla storia dell'omicidio di un giovane ragazzo del villaggio. Il colpevole, una giovane donna del villaggio, è già stato trovato, e il dramma sembra abbastanza semplice, ma ben presto scoprono che i fatti non si quadrano. Il confine tra teatro e realtà sfuma e, a poco a poco, riescono a scoprire la verità sull'omicidio.

## Premi
Il libro è stato finalista al Booker Prize del 1995, ed ha vinto il Martin Beck Award nel 1997.

## Edizioni
- Barry Unsworth, Lo spettacolo della vita, Frassinelli, 1997,  p. 198, ISBN 88-7684-430-9.